# Кожевникова, Мария Андреевна
Мария Андреевна Кожевникова (1916—?) — станочница 2-го подшипникового завода в Москве. Лауреат Сталинской премии (1946).

## Биография
Мария Кожевникова родилась в 1916 году. В 1935 году пошла работать на Московский второй подшипниковый завод чернорабочей. Начав учиться токарному делу, она вскоре стала бригадиром, а затем — бригадиром-наладчиком. Она следила за оборудованием и занималась переналадкой станков, когда токарь переходил на выпуск другого изделия. Поначалу она обслуживала семь станков вместо пяти, а затем перешла на обслуживание десяти станков.
Во время Великой Отечественной войны многие рабочие завода ушли на фронт, а на их место пришли неопытные девушки. Мария Кожевникова сала обучать их работе и уходу за станками. Когда работница 1-го подшипникового завода Екатерина Барышникова показала, что можно с меньшим числом людей перевыполнять задачи, её примеру решила последовать и Мария Кожевникова со своей бригадой. Несмотря на то, что в бригаде работало 8 человек вместо 10, она стала выполнять программу на 120—130 %. Однако и эти показатели показались Марии Кожевниковой недостаточными. Она предложила обучить токарей таким образом, чтобы они могли самостоятельно выполнять переналадку своих станков, не прибегая к услугам наладчика. Ведь зачастую когда наладчик занимался одним рабочим местом, остальные простаивали по час-полтора. Она смогла научить свою бригаду самостоятельной наладке своих станков без помощи наладчиков. Вскоре от услуг наладчиков стали отказываться токари и в других цехах завода, затем по-новому стали работать фрезеровщики и шлифовальщики. Таким образом было высвобождено около 30 наладчиков, которые стали работать на заводе мастерами, помощниками мастеров и бригадирами. Так Мария Кожевникова стала зачинательницей нового стахановского движения, которое было подхвачено другими заводами Москвы и СССР.
К началу 1946 года Мария Кожевникова работала мастером участка точной отделки подшипниковых колец. В мае 1947 года она организовала в цехе стахановскую школу, обучение в которой помогло повысить производительность труда рабочих. В декабре 1947 года была избрана депутатом Московского городского совета. Принимала активное участие в работе жилищной комиссии. В 1948 году вступила в КПСС.

## Награды и премии
- Сталинская премия второй степени (1946) — за разработку и применение приспособлений и новых видов инструмента для механической обработки металла и за рационализацию технологии производства, обеспечившие высокую производительность труда[7]
- Орден Трудового Красного Знамени (1944)[8]
- Медаль «За трудовое отличие» (1943)[9]
- Медаль «За оборону Москвы»

## Семья
Дочь Людмила